# ویتالی چرنی
ویتالی چرنی (انگلیسی: Vitaliy Cherniy؛ زادهٔ ۱۹۷۱) بازیکن بسکتبال اهل اوکراین است.